# سول فرین
سول فرین (به انگلیسی: Sol Phryne) یک کشتی بود که طول آن 118.70 metres بود. این کشتی در سال ۱۹۴۸ ساخته شد.